# Baude Cordier
Baude Cordier, francoski skladatelj , * okrog 1380, Reims, † pred 1440.
Cordier je skomponiral deset posvetnih skladb, od katerih je večina rondojev:
- nekateri so ritmično kompleksni, komponirani v francoskem slogu poznega 14. stoletja,
- ostali so preprostejši, s poudarkom na liričnosti melodije.

Ohranjena sta dva šansona v rokopisu Chantilly:
- ljubezenska pesem, imenovana »Belle, Bonne, Sage« (Dobro, Lepo, Modro) - rokopis je v obliki srca, uporabljene so različne barve;
- drugi chanson je krožni kanon »Tout Par Compas« - rokopis je v obliki krogov

1. ↑  Record #134021436 // Gemeinsame Normdatei — 2012—2016.